# Sendai (1923)
Sendai (jap. 川内) był lekkim krążownikiem typu Sendai należącym do Japońskiej Cesarskiej Marynarki Wojennej. Jego nazwa pochodzi od rzeki w południowej części Kiusiu.
Wyporność okrętu wynosiła 5195 t, a jego długość 152,4 m. „Sendai” mógł rozwinąć prędkość do 35,3 węzła (65 km/h). Mógł przenosić jeden wodnosamolot, a jego uzbrojenie składało się z siedmiu dział 140 mm w jednolufowych wieżach. Jednostki tego typu były najczęściej wykorzystywane w roli okrętów flagowych flotylli niszczycieli.